# Alberto Darszon Israel
Alberto Darszon Israel (Ciudad de México, 1950) es un bioquímico, catedrático, académico e investigador mexicano. Se ha especializado en bioquímica, fisiología celular y electrofisiología realizando estudios acerca de la interacción del óvulo y el espermatozoide. Ha orientado sus estudios sobre enzimas en solventes orgánicos apolares y su aplicación en la biotecnología.

## Estudios y docencia
Cursó la licenciatura en Química Orgánica en la Universidad Iberoamericana (UIA) y un doctorado en el Centro de Investigación y de Estudios Avanzados del Instituto Politécnico Nacional (Cinvestav). Realizó estudios posdoctorales en la Universidad de California en San Diego en Estados Unidos.

## Investigador y académico
Inició su labor como investigador en la reproducción y los iones durante su estancia en San Diego continuando su labor en el Cinvestav, a su regreso a México fundó el Departamento de Bioquímica. Por más de veinte años ha colaborado en el Instituto de Biotecnología de la Universidad Nacional Autónoma de México (UNAM), en donde ha realizado estudios sobre los canales iónicos y proteínas en la membrana de las células de fecundación, siendo el primero en el mundo en registrar la presencia de canales iónicos en el espermatozoide, dicho descubrimiento convierte a la célula reproductora masculina en un blanco potencial para intervenir en la fecundación, lo cual permitiría desarrollar un anticonceptivo masculino. Su grupo ha trabajado con células de erizos de mar, ratones y humanos.
Sus trabajos de investigación han sido publicados en artículos de revistas especializadas, asimismo ha escrito capítulos para libros y libros en coautoría. Es miembro del Sistema Nacional de Investigadores y del Consejo Consultivo de Ciencias de la Presidencia de la República.  Contrajo matrimonio con la poeta Pura López Colomé.

## Premios y distinciones
- Premio de la Investigación Científica en el área de Ciencias Naturales por la Academia de la Investigación Científica en 1985.
- Premio “Miguel Alemán Valdés” en el área de Salud por la Fundación Miguel Alemán Valdés en 1989.
- Beca Guggenheim por la John Simon Guggenheim Memorial Foundation en 1989.
- Premio Universidad Nacional en el área de Investigación de Ciencias Naturales por la Universidad Nacional Autónoma de México en 2000.
- Investigador Nacional de Excelencia por el Consejo Nacional de Ciencia y Tecnología (Conacyt) en 2003.
- Premio Fogarty International Research Collaboration en 2003.
- Wellcome Trust Collaborative Research Initiative Grant en 2004.
- Premio Scoups por ser el científico mexicano más citado en Ciencias de la Vida y Biotecnología en 2008.
- Galardón “Imaging Solutions of the Year” en el área de Microscopía por la revista Industrial Advanced Imaging en 2008.
- Premio Nacional de Ciencias y Artes en el área de Ciencias Físico-Matemáticas y Naturales por la Secretaría de Educación Pública en 2009.[3]